# レゾナック・ガスプロダクツ
株式会社レゾナック・ガスプロダクツ（英: Resonac Gas Products Corporation）は、日本の化学メーカー。

## 沿革
- 1944年（昭和19年）3月 ‐ 帝国水産統制（現・ニチレイ）と昭和電工の折半出資により昭和炭酸株式会社設立。
- 1962年（昭和37年）4月 ‐ 東京証券取引所第二部に株式上場。
- 2008年（平成20年） ‐ 昭和電工の連結子会社となる。
- 2009年（平成21年）12月 ‐ 昭和電工の完全子会社となり、上場廃止。
- 2012年（平成24年） - 昭和電工ガスプロダクツ株式会社に社名を変更、昭和電工の産業ガス事業を継承。
- 2023年（令和5年）1月1日 - 社名を株式会社レゾナック・ガスプロダクツに変更

## 製品
- ドライアイス
- 炭酸ガス関連製品

## 関連会社
- 株式会社レゾナックDI